# Forte Real de São Filipe

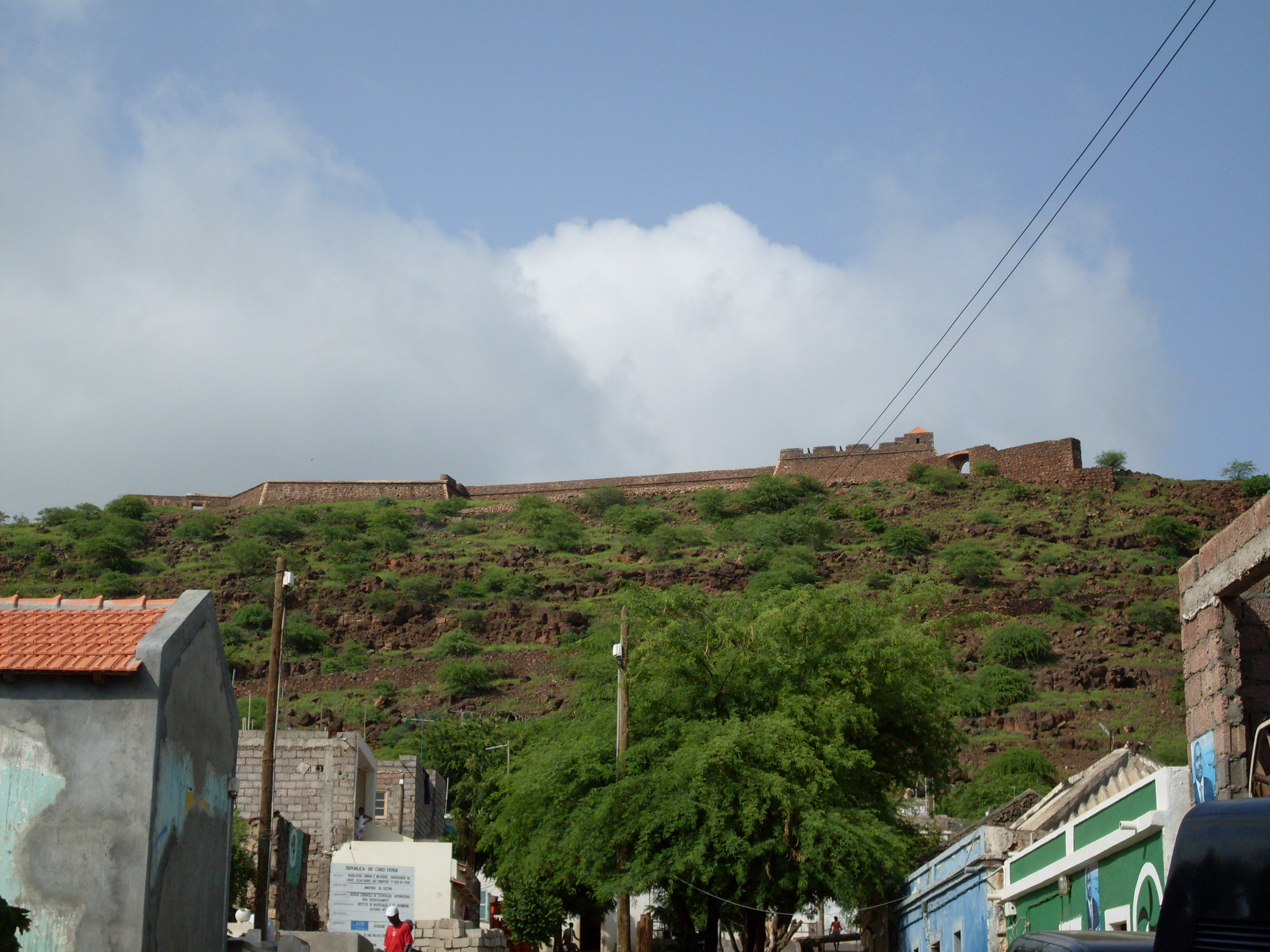
Forte Real de São Filipe, Cabo Verde.

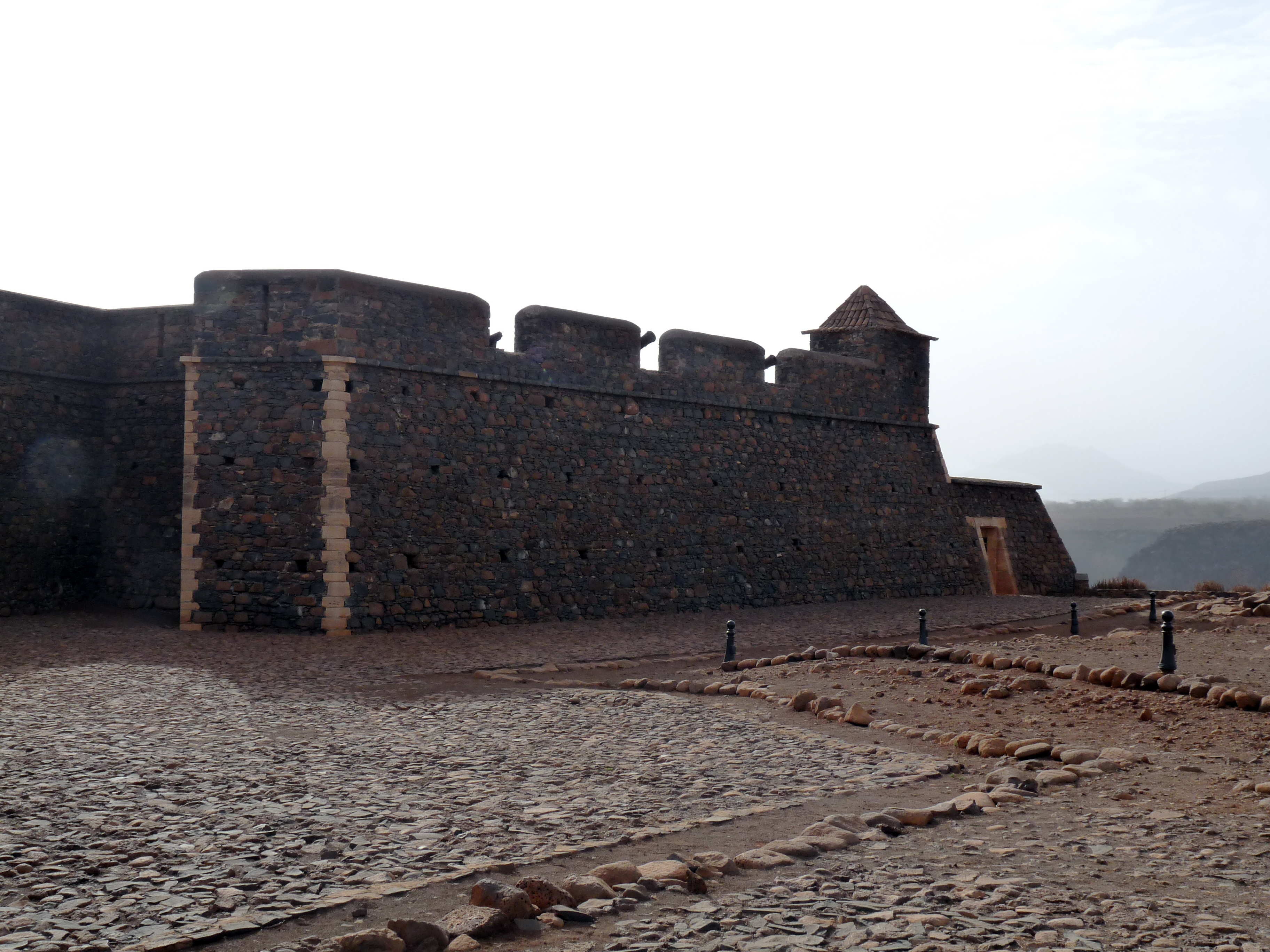
Forte de São Filipe: aspecto das muralhas.

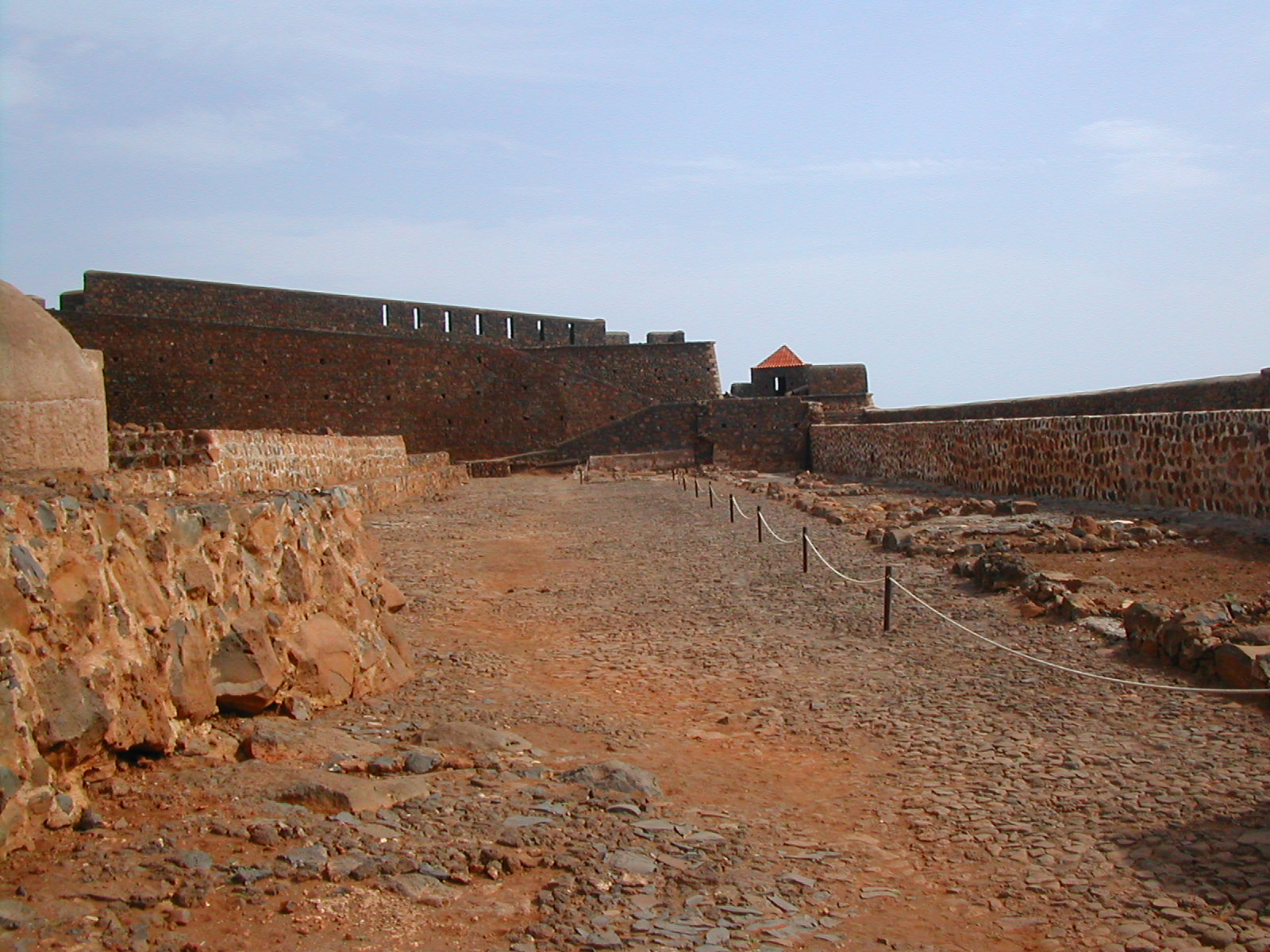
Forte de São Filipe: vista interior.

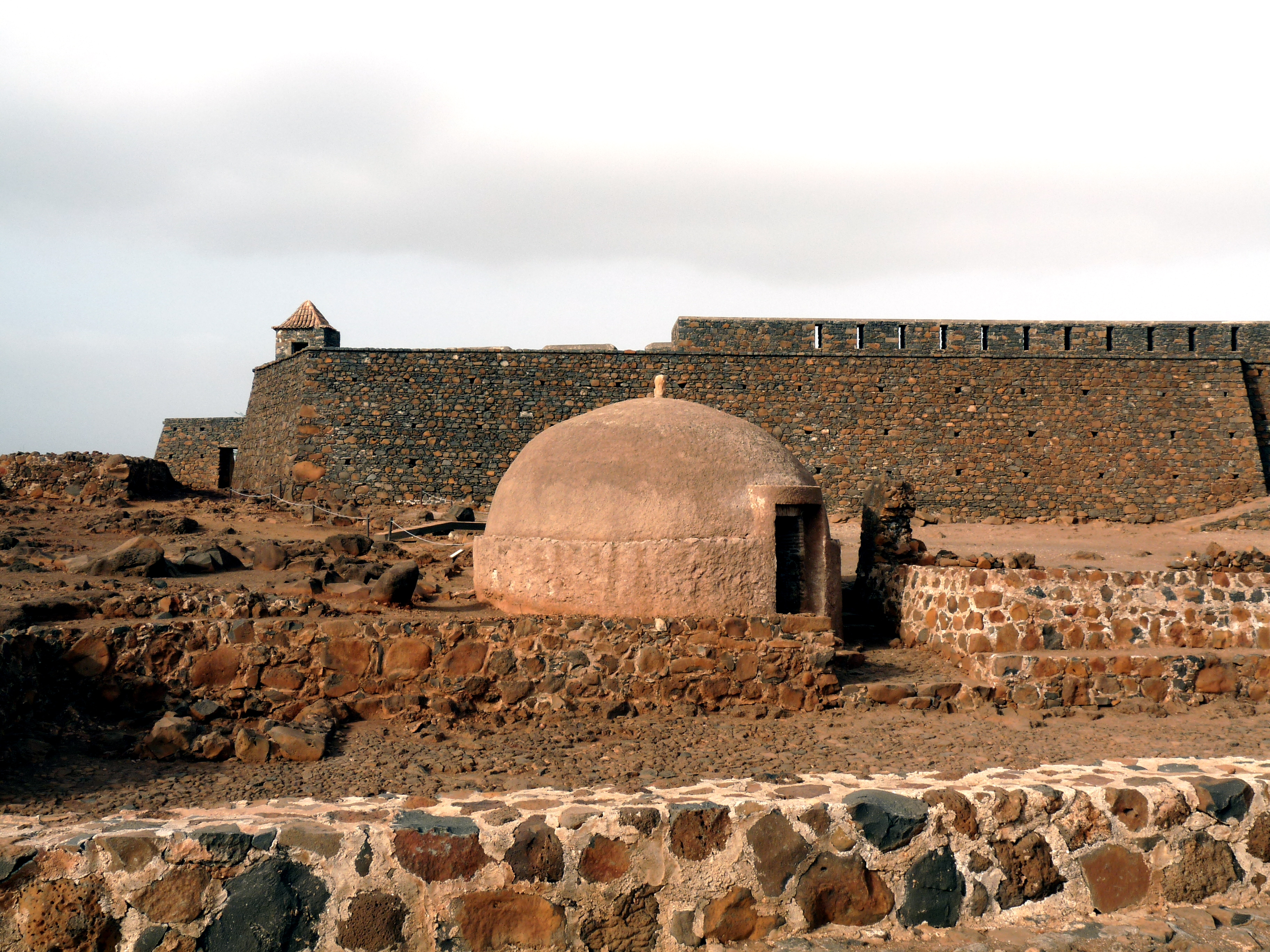
Forte de São Filipe: muralhas e cisterna abobadada.

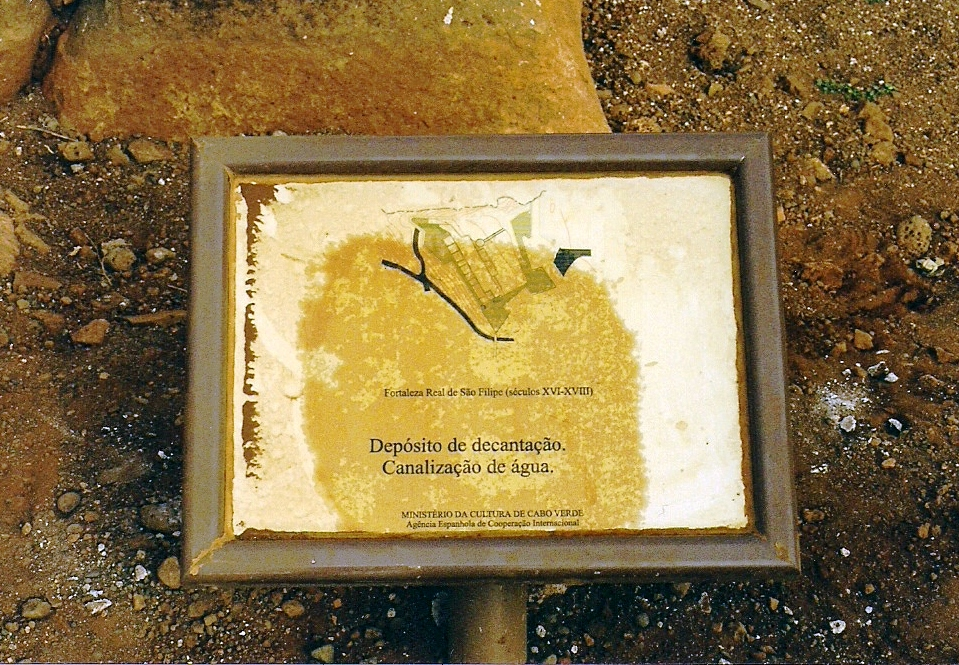
Forte de São Filipe: placa com planta baixa.

O Forte Real de São Filipe, também referido como Fortaleza Real de São Filipe ou simplesmente como Fortaleza, localiza-se no alto de Achada Forte, na cidade da Ribeira Grande, atual Cidade Velha, no município da Ribeira Grande de Santiago, na ilha de Santiago, em Cabo Verde.
Em posição dominante sobre a cidade, a 120 metros acima do nível do mar, foi a primeira e mais importante fortificação do arquipélago. Encabeçava o sistema defensivo da cidade, composto ainda, ao centro, pelo Forte do Presídio, sobranceiro à praia, de que hoje subsistem apenas as fundações; a este pelos Forte de Santo António, de que subsistem também vestígios, Forte de São João dos Cavaleiros, hoje desaparecido, e Forte de São Veríssimo, do qual subsistem apenas as duas baterias; e a oeste, pelos Forte de São Brás, de que subsistem vestígios, e o Forte de São Lourenço.

## História
Devido ao seu isolamento no meio do oceano Atlântico, a povoação da Ribeira Grande nasceu sem preocupações com a própria defesa.
O forte foi erguido no contexto da Dinastia Filipina, após os assaltos do corsário inglês Francis Drake em 1578 e em 17 de Novembro de 1585, com a função de defesa da cidade e de seu ancoradouro. As obras foram iniciadas em 1587 e estavam concluídas em 1593, a cargo do engenheiro militar João Nunes e com traça do arquitecto militar Filipe Terzio.
Em 1712 foi tomada de assalto por corsários franceses, sob o comando de Jacques Cassard, que, em seguida, saquearam violentamente a cidade, incendiando-a. Foi reconstruído na segunda metade do século XVIII.
Em nossos dias sofreu intervenção de conservação e restauro entre 1968 e 1970, e mais recentemente, em 1999. Esta última registrou-se no âmbito do plano de recuperação da Cidade Velha, por iniciativa do Ministério da Cultura de Cabo Verde, sob a coordenação do arquitecto português Siza Vieira, com recursos e execução da responsabilidade da Agência Espanhola de Cooperação Internacional.
Escavações arqueológicas recentes trouxeram à luz os muros dos antigos quartéis e da casa do Capitão-general.

## Características
O forte apresenta planta no formato trapezoidal, com muralhas em aparelho de pedra, dois baluartes pentagonais completos nos vértices a este e a oeste, separados por cortinas, e dois meio-baluartes, a norte e a sul, com respectivas guaritas. Por se situar no lado de terra, sobranceira à povoação da Ribeira Grande, não era possível que, da fortaleza, se fizessem tiros de curto alcance, pelo risco de atingir a povoação.
O interior da fortificação é acedido por duas portas: o portão principal, rasga-se na muralha sudoeste, para o lado da cidade. No terrapleno, ao abrigo dos muros, encontra-se a Casa do Governador (próximo ao meio-baluarte sul) e, fronteira a ela, a capela de São Gonçalo. Ainda no terrapleno, aproximadamente ao centro, abre-se uma cisterna. A sudeste, erguem-se o paiol da pólvora e os armazéns, e a oeste, no mesmo alinhamento, os quartéis da tropa. Ao norte e ao oeste, um muro de 480 palmos de altura fechava a defesa. Acredita-se que a praça estava artilhada com nove peças do calibre 18.
O conjunto defensivo era integrado ainda por sete pequenas fortificações, a saber:
- Forte de Santo António
- Forte de São João dos Cavaleiros
- Forte de São Veríssimo (os três na margem esquerda da Ribeira Grande);
- Forte do Presídio (ao centro, sobre a praia) com a chamada "Muralha do Mar", ligando o forte de São Veríssimo ao
- Forte de São Brás (na margem direita da Ribeira Grande); e mais dois fortes a oeste deste:
- Forte de São Lourenço,[2] com uma grande muralha "denteada", fechando o acesso à parte ocidental da cidade e
- Forte de Santa Marta, atualmente desaparecido.

O cruzamento dos fogos destes fortes, dois a dois, deveria repelir qualquer ataque vindo do mar, ao longo de toda a extensão do porto.